# Le Born (Lozère)
Le Born is een gemeente in het Franse departement Lozère (regio Occitanie) en telt 147 inwoners (1999). De plaats maakt deel uit van het arrondissement Mende.

## Geografie
De oppervlakte van Le Born bedraagt 30,8 km², de bevolkingsdichtheid is 4,8 inwoners per km².
De onderstaande kaart toont de ligging van Le Born (Lozère) met de belangrijkste infrastructuur en aangrenzende gemeenten.

## Demografie
Onderstaande figuur toont het verloop van het inwonertal (bron: INSEE-tellingen).